# Abfallschlüsselnummer
Der Begriff Abfallschlüsselnummer ist umgangssprachlicher Natur und wird nicht in der Abfallverzeichnis-Verordnung verwendet. Regelmäßig ist mit der Abfallschlüsselnummer der Abfallschlüssel gemeint.